# Don’t Be Fake
Don’t Be Fake – debiutancki album studyjny rosyjskiego piosenkarza Siergieja Łazariewa wydany 1 grudnia 2005 roku nakładem wytwórni Style Records.
Na płycie znalazło się piętnaście utworów, w tym dziesięć oryginalnych piosenek Łazariewa, utwory „Earth Song” Michaela Jacksona i „That’s Where I’ll Belong” Petera André w wykonaniu piosenkarza, remiksy dwóch numerów („Do It for Me” i „Eye of the Storm”) oraz wolniejszą wersję kawałka „That’s Where I’ll Belong”.
W 2006 roku została wydana reedycja albumu o tym samym tytule, na której znalazło się dwanaście utworów z pierwszego wydania płyty, a także rosyjska wersja językowa piosenki „Just Because You Walk Away” – „Daże esli ty ujdiesz”, remiks piosenek „Daże esli ty ujdiesz” i „Do It for Me” oraz miks „Fake”. Rosyjskie wydanie zawierało dodatkowo teledyski do singli „Eye of the Storm” i „Lost Without Your Love” oraz krótki film „Być Siergiejem Łazariewem”.

## Single
Pierwszym singlem zapowiadający album został utwór „Eye of the Storm”, do którego teledysk został nakręcony w Południowej Afryce. Na drugi singiel zwiastujący debiutancki album piosenkarza została wybrana piosenka „Lost Without Your Love”, klip do którego zrealizowano w Miami na Florydzie.
Trzecim singlem z płyty została piosenka „Just Because You Walk Away”, a czwartym – „Fake”, do którego teledysk został nakręcony w Londynie.

## Lista utworów
Sporządzono na podstawie materiału źródłowego.
| Don’t Be Fake | Don’t Be Fake                               | Don’t Be Fake                                  | Don’t Be Fake                          | Don’t Be Fake |
| Nr            | Tytuł utworu                                | Autor(zy)                                      | Muzyka                                 | Długość       |
| ------------- | ------------------------------------------- | ---------------------------------------------- | -------------------------------------- | ------------- |
| 1.            | „Fake”                                      | Ben Adams, Cliff Masterson                     | Cliff Masterson                        | 2:36          |
| 2.            | „Can’t Let You Go” ((Earphones Mix))        | Ben Robbins, Luca Lento, Roberto Terranova     | Earphones                              | 2:43          |
| 3.            | „Lost Without Your Love”                    | Graham Stack, Peter Cunnah                     | Ben „Jammin” Robbins                   | 3:41          |
| 4.            | „Beautiful”                                 | Ashley Alexander, Chesney Hawkes, Joanne Youle | Ashley Alexander, Ben „Jammin” Robbins | 3:55          |
| 5.            | „Eye of the Storm”                          | Tonino Speciale                                | Ben „Jammin” Robbins                   | 3:57          |
| 6.            | „Do It For Me”                              | Kalimber, Lamont Dozier, Paul Barry            |                                        | 3:22          |
| 7.            | „Nobody Told Me”                            | Pete Martin, Steve Lee                         |                                        | 3:30          |
| 8.            | „Just Because You Walk Away”                | Gordon Pogoda, John Stephan                    | Ben „Jammin” Robbins                   | 4:01          |
| 9.            | „Someone Like You”                          | Jeff Taylor, Mark Taylor, Steve Torch          | Groove Brothers                        | 3:42          |
| 10.           | „That’s Where I’ll Belong”                  | Katherine Ellis, Paul Meehan, Tim Woodcock     |                                        | 3:19          |
| 11.           | „I’m Gone”                                  | Ben Adams, Mark Read                           | Brian Rawling                          | 4:19          |
| 12.           | „Earth Song”                                | Michael Jackson                                | Ben „Jammin” Robbins                   | 5:45          |
| 13.           | „Do It For Me” ((Groove Brothers Remix))    | Kalimber, Lamont Dozier, Paul Barry            | Groove Brothers                        | 3:28          |
| 14.           | „That’s Where I’ll Belong” ((Slow Version)) | Katherine Ellis, Paul Meehan, Tim Woodcock     | Stig Rästa                             | 3:32          |
| 15.           | „Eye of the Storm” ((HarDrum Remix))        | Tonino Speciale                                | Alexei HarDrum                         | 4:34          |
|               |                                             |                                                |                                        | 56:24         |

| Don’t Be Fake (DVD) | Don’t Be Fake (DVD)                               | Don’t Be Fake (DVD)                             | Don’t Be Fake (DVD)                    | Don’t Be Fake (DVD) |
| Nr                  | Tytuł utworu                                      | Autor(zy)                                       | Muzyka                                 | Długość             |
| ------------------- | ------------------------------------------------- | ----------------------------------------------- | -------------------------------------- | ------------------- |
| 1.                  | „Fake”                                            | Ben Adams, Cliff Masterson                      | Cliff Masterson                        | 2:36                |
| 2.                  | „Can’t Let You Go” ((Earphones Mix))              | Ben Robbins, Luca Lento, Roberto Terranova      | Earphones                              | 2:43                |
| 3.                  | „Lost Without Your Love”                          | Graham Stack, Peter Cunnah                      | Ben „Jammin” Robbins                   | 3:41                |
| 4.                  | „Beautiful”                                       | Ashley Alexander, Chesney Hawkes, Joanne Youle  | Ashley Alexander, Ben „Jammin” Robbins | 3:55                |
| 5.                  | „Eye of the Storm”                                | Tonino Speciale                                 | Ben „Jammin” Robbins                   | 3:57                |
| 6.                  | „Do It For Me”                                    | Kalimber, Lamont Dozier, Paul Barry             |                                        | 3:22                |
| 7.                  | „Nobody Told Me”                                  | Pete Martin, Steve Lee                          |                                        | 3:30                |
| 8.                  | „Just Because You Walk Away”                      | Gordon Pogoda, John Stephan                     | Ben „Jammin” Robbins                   | 4:01                |
| 9.                  | „Someone Like You”                                | Jeff Taylor, Mark Taylor, Steve Torch           | Groove Brothers                        | 3:42                |
| 10.                 | „That’s Where I’ll Belong”                        | Katherine Ellis, Paul Meehan, Tim Woodcock      |                                        | 3:19                |
| 11.                 | „I’m Gone”                                        | Ben Adams, Mark Read                            | Brian Rawling                          | 4:19                |
| 12.                 | „Earth Song”                                      | Michael Jackson                                 | Ben „Jammin” Robbins                   | 5:45                |
| 13.                 | „Daże esli ty ujdiesz”                            | Gordon Pogoda, John Stephan, Marianna Beznocowa | Ben „Jammin” Robbins                   | 4:02                |
| 14.                 | „Fake” ((Metro Mix))                              | Ben Adams, Cliff Masterson                      | Cliff Masterson                        | 6:38                |
| 15.                 | „Daże esli ty ujdiesz” ((HarDrum Remix))          | Gordon Pogoda, John Stephan, Marianna Beznocowa | Ben „Jammin” Robbins                   | 3:33                |
| 16.                 | „Do It For Me” ((Groove Brothers Extended Remix)) | Kalimber, Lamont Dozier, Paul Barry             | Groove Brothers                        | 3:28                |
|                     |                                                   |                                                 |                                        | 1:02:31             |

## Twórcy
Sporządzono na podstawie materiału źródłowego.
- Siergiej Łazariew – śpiew
- Cliff Masterson – produkcja, muzyka, tekst, programowanie, instrumenty klawiszowe
- Paul Meehan – produkcja, produkcja wokali, muzyka, tekst, programowanie, instrumenty klawiszowe
- Ben Adams – wokal wspierający, muzyka, tekst
- Donovan Blackwood – wokal wspierający
- Brian Rawling, Ben Robbins, Luca Lento, Roberto Terranova – produkcja
- Graham Stack, Peter Cunnah, Tonino Speciale, Lamont Dozier, Paul Barry, Steve Lee – muzyka, tekst
- Adam Phillips – gitara
- Matt Furmidge – miksowanie